# محوطه سید رحم خدا
محوطه سید رحم خدا مربوط به سده‌های میانه دوران‌های تاریخی پس از اسلام است و در شهرستان خرم‌آباد، بخش مرکزی، دهستان کرگاه شرقی، روستای سرخه ده علیا واقع شده و این اثر در تاریخ ۲۲ اسفند ۱۳۸۵ با شمارهٔ ثبت ۱۸۱۳۳ به‌عنوان یکی از آثار ملی ایران به ثبت رسیده است.